# Ali Akbar Hejdari
Sayed Ali Akbar Hejdari (pers. علی اكبر حیدری; ur. 14 lipca 1941 w Teheranie) – irański zapaśnik walczący w stylu wolnym. Brązowy medalista olimpijski z Tokio 1964 w kategorii 52 kg.
Czwarty na mistrzostwach świata w latach 1965. Wicemistrz igrzysk azjatyckich w 1966 roku.